# 2024년 두산 베어스 시즌
2024년 두산 베어스 시즌은 두산 베어스가 KBO 리그에 참가한 26번째 시즌이며, OB 베어스 시절까지 합하면 43번째 시즌이다. 이승엽 감독이 팀을 이끈 2번째 시즌으로, 주장은 양석환이 맡았다. 팀은 10팀 중 정규시즌 4위에 올라 2년 연속으로 포스트시즌에 진출했다. 그러나 원투펀치 역할을 해줄 것으로 믿었던 알칸타라와 브랜든이 동시에 부상으로 이탈한 데다 오재원의 마약류 대리 처방 사건 때문에 주축 백업 선수들이 대거 전력에서 이탈한 점,  주전포수 양의지가 포스트시즌 직전 왼쪽 쇄골 부상으로 이탈하는 등 여러가지 악재가 겹쳐 와일드카드 결정전에서 kt 위즈에게 1, 2차전을 모두 내주며 탈락하고 말았다. 이후 kt 위즈가 준플레이오프에서 탈락한 덕에 최종 순위는 4위로 유지되었다. 그나마 알칸타라 중도 퇴출 뒤 대체선수로 합류한 발라조빅은 선발 등판 때마다 심한 기복을 보였으며 단기 대체선수 시라카와도 부진하다 팔꿈치 통증을 느끼고 시즌을 마감해야 했다.
이로써 2024년 두산 베어스는 KBO 사상 최초 와일드카드 결정전 피업셋팀이 되는 불명예를 안게 되었는데 앞서 본 것처럼 그나마 알칸타라 중도 퇴출 뒤 대체선수로 합류한 발라조빅은 선발 등판 때마다 심한 기복을 보였으며 단기 대체선수 시라카와도 부진하다 팔꿈치 통증을 느끼고 시즌을 마감해야 했으며 이 때문에 발라조빅이 포스트시즌에서 불펜으로 보직 변경되어 믿을 만한 외국인 투수가 실종되기도 했다.

## 타이틀
- 메이저 리그 베이스볼 서울 시리즈 국가대표: 곽빈, 이병헌, 김택연, 이유찬
- 프리미어 12 국가대표: 최승용, 곽빈, 이영하, 김택연
- KBS 야구회 선정 프리미어 12 A학점: 곽빈
- 2024 K-BASEBALL SERIES 국가대표: 곽빈, 김택연, 이영하, 최승용
- WBSC U-23 야구 월드컵 국가대표: 류현준
- KBO 신인상: 김택연
- KBO 수비상: 정수빈 (중견수)
- KBO 5월 MVP: 곽빈
- 리얼글러브: 김택연 (구원투수), 정수빈 (외야수)
- 일구상 신인상: 김택연
- 조아제약 프로야구대상 신인상: 김택연
- 한은회 최고의 신인상: 김택연
- 스탯티즈 골든글러브: 김재환 (지명타자)
- 스탯티즈 신인왕: 김택연
- 웰컴톱랭킹 5월 투수 1위: 곽빈
- 올스타 선발: 김택연 (구원투수), 양의지 (포수), 정수빈 (외야수 2위)
- 올스타전 추천선수: 이영하, 양석환
- 한일 드림 플레이어즈 게임 국가대표: 김인식(감독), 안경현(코치), 고창성, 이현승, 이혜천, 손시헌
- 네이버 스포츠 베스트 플레이어 TOP10: 정수빈 (4위), 곽빈 (6위)
- 야구대표자 선정 루키 베스트 라인업: 김택연 (구원투수)
- 컴투스프로야구 레전드 카드: 김현수
- 컴투스프로야구 두산 베어스 베스트 라인업: 정수빈 (중견수)
- 마구마구 레전드 프랜차이즈: 니퍼트, 이혜천
- 도루: 조수행 (64)
- 출장(투수): 이병헌 (77)
- 구원등판: 이병헌 (77)
- 다승: 곽빈 (15)
- 선발승: 곽빈 (15)
- 결승타: 양의지 (15)
- 커브 구종가치: 곽빈 (22.9)
- 풋아웃: 양석환 (944)
- 터프세이브: 김택연 (7)
- 터프홀드: 이병헌 (12)

### 퓨처스리그
- 리얼글러브 퓨처스리그: 오명진, 박지호, 최종인
- 퓨처스 올스타전 감투상: 임종성
- 퓨처스 올스타: 김도윤, 류현준, 여동건, 임종성, 전다민
- 3루타: 오명진 (9)
- 북부리그 안타: 오명진 (88)

## 선수단
- 선발투수: 곽빈, 브랜든, 발라조빅, 알칸타라, 최준호, 최원준, 시라카와, 최승용, 박소준, 김동주
- 구원투수: 이병헌, 김강률, 홍건희, 최지강, 김민규, 이영하, 김유성, 최종인, 박신지, 박지호, 박정수, 김정우, 권휘, 박치국, 정철원, 김호준, 이교훈, 김명신
- 마무리투수: 김택연, 김도윤
- 포수: 양의지, 김기연, 류현준, 장규빈, 안승한, 윤준호, 장승현, 박민준
- 1루수: 양석환, 홍성호
- 2루수: 강승호, 이유찬, 오명진, 여동건, 박계범
- 유격수: 박준영, 김재호, 전민재
- 3루수: 허경민, 서예일, 임종성
- 좌익수: 조수행, 전다민, 김인태, 김태근
- 중견수: 정수빈
- 우익수: 라모스, 제러드, 양찬열, 김대한
- 지명타자: 김재환, 김민혁

## 여담
- 이 시즌에 팀은 시범경기 5승 1무로 KBO 리그 역대 3번째로 시범경기 승률 1.000을 기록한 팀이 되었다.
- 7월 31일 KIA 타이거즈와의 경기에서 팀은 30대 6으로 크게 이기며 27년 만에 KBO 리그 한 경기 최다 타점(30), 득점(30) 기록을 경신했다. 또 이날 타 구장에서도 대량 득점 경기가 많이 나와 KBO 리그 1일 전구단 합산 최다 득점 신기록(109)이 달성되었다.
- 니퍼트는 9월 14일 kt 위즈와의 경기에서 은퇴 선수 특별 엔트리로 1군 선수단에 등록되었다. 이로써 니퍼트는 은퇴 선수 특별 엔트리에 등록된 선수 중 KBO 리그 사상 최초의 외국인이자, 최초의 투수이자, 최초의 KBO 리그 비원클럽맨이 되었다. 다만 니퍼트는 이날 등판하지는 못해 KBO 리그 사상 최초로 은퇴 선수 특별 엔트리에 포함되고도 출전하지는 못한 선수가 되었다.
- 조수행은 총 25차례 비디오 판독의 대상이 되어 최다 2024 시즌 최다 비디오 판독 대상 선수가 되었다.
- 김택연은 17세이브로 KBO 리그 역대 고졸 신인 최다 세이브 기록을 달성했다.
- 이병헌은 터프홀드 12개로 2013년 이후 KBO 리그 역대 단일 시즌 최다 터프홀드 기록을 세웠다.
- 조수행은 2루 도루 58회로 2013년 이후 단일 시즌 최다 기록을 세웠다.
- 양의지는 타자 주자 땅볼 시 3루 진루 성공 1회로 2013년 이후 규정 타석 충족 타자 중 단일 시즌 최소 기록을 세웠다.
- 김재환은 스트라이크 존 밖 투구 콘택트 비율 10.1%로 2013년 이후 규정 타석 충족 타자 중 단일 시즌 최저 기록을 세웠다.
- 강승호는 헛스윙 삼진을 140번 당해 2013년 이후 규정 타석 충족 타자 중 단일 시즌 최다 기록을 세웠다.
- 류현준은 이 시즌까지 득점권타율 1.000, 순수타점 비율 50%를 기록하여 2013년 이후 KBO 리그 10대 타자 통산 최고 기록을 세웠다.
- 김택연은 이 시즌까지 통산 19세이브로 KBO 리그 역대 10대 투수 최다 기록을 세웠다.
- 김택연은 이 시즌까지 통산 구원 WAR 3.23, 구원 65이닝, 2연투 13회, 멀티이닝 17회, 7터프세이브, 5블론세이브로 2013년 이후 KBO 리그 역대 10대 투수 최고, 최다 기록을 세웠다.
- 박민준은 이 시즌 1군에 데뷔하여 KBO 리그 역대 1군 출전 선수 중 첫 동강대학교 출신 타자가 되었다.
- 팀은 와일드카드 결정전에서 탈락하여 KBO 리그 역대 최초의 와일드카드 결정전에서 피업셋을 당한 팀이 되었다.
- 발라조빅은 이 시즌을 끝으로 KBO 리그를 떠나 KBO 리그 외국인 투수 통산 포스트시즌 최소 이닝 당 출루허용률(0.25) 기록을 세웠다.
- 팀의 투수들의 1군 경기 등판 경기 수의 합은 772경기로, 이는 KBO 리그 역대 최다 기록이다. 또한 이 시즌동안 구원 투수들은 총 628회 등판하여 KBO 리그 역대 팀 최다 기록을 세웠다.
- 2군 홈구장인 베어스 파크의 운영권을 두산이 4년 만에 다시 갖게 되었다.